# Kaitasaari (ö i Södra Savolax, Nyslott, lat 61,64, long 29,12)
Kaitasaari är en ö i Finland. Den ligger i sjön Pihlajavesi och i kommunen Nyslott i  landskapet Södra Savolax, i den sydöstra delen av landet, 270 km nordost om huvudstaden Helsingfors. Öns area är 17,1 hektar och dess största längd är 1,5 kilometer i sydöst-nordvästlig riktning.